# ОРА Црни врх
ОРА Црни врх је прва радна акција и сматра се ратном. Током зиме 1945. године, 1.630 омладинаца из више округа Србије, окупљених у 10 бригада, односно 15 радних батаљона, иако недовољно обучени за хладне дане у планини, на Црном врху, код Бора, по јакој, цичи зими (до -30 °C), стално засипани снежном вејавицом, насекли су и отпремили до Београда, 20.000 кубних метара огревног дрвета за београдске болнице пуне рањеника, за хладне школе и друге установе, као и за незбринуте породице. Од 15. јануара до 22. априла 1945, од Црног врха до Бора, Моравска и Зајечарска бригада изградиле су, уз помоћ јединог стручног лица Милана Родића, пругу дужине 12,5 km којом су одпремана дрва. Командант радне акције био је Воја Вуцелић тада радник и секретар VI београдског рејонског комитета СКОЈ-а, касније политичар и члан Републичког извршног већа.

## Организација акције
На иницијативу Покрајинског комитета СКОЈ-а за Србију да се организују омладинске бригаде за сечу дрва на Руднику и Хомољским планинама — Црном врху, формирани су радни батаљони по бившим окрузима Србије: у Београду, Зајечару, Крагујевцу, Нишу, Лесковцу, Прокупљу, Светозареву, Пожаревцу и другим местима. Команда града Београда је, у договору са руководством омладине, приступила организовању и припремању бригада. За команданта бригаде именован је Воја Вуцелић, за заменика команданта Мића Павловић, а за комесара Воја Рашковић. Бригаду су сачињавали омладиици из I, III, IV, V, XI, XII и XIII рејона града и бројала је око 90 омладинаца. Руководство бригаде успело је, уз помоћ Команде града Београда и месних руководстава СКОЈ-а и УСАОС-а, да опреми бригаду потребним алатом, обућом и ћебадима.
Иако су радне формације биле формиране крајем децембра 1944. године, припрема радилишта, а нарочито смештајног простора је каснила, па су послате специјализоване чете састављене од разних профила стручних омладинаца који су убрзали припремне радове. 
Акција је почела у првој декади јануара, а завршена априла 1945. године. Извођена је на стрмим теренима без готово икакве механизације и запреге. Основни алати били су секира, тестера, крамп и лопата, а и тога није било довољно. Радно искуство бригадира било је скромно, смештајни и остали услови такође. Током акције завршена је и пруга Бор-Црни врх у дужини од 12,6 km, исечено је и извучено из шуме преко 20.000 m³ дрвне масе и засађено око 20.000 јелових садница на местима сеча.
Већ у почетку бригадири су се сусретали са бројним потешкоћама. Београдски батаљон је путовао до радилишта више од 10 дана. Возови су саобраћали од једног до другог порушеног моста, а путовало се фургонима. Од Бора до Црног врха следила је маршрута од 25 km. Батаљон је кренуо пут Црног врха увече по вејавици само да би што пре стигао на радилиште. Завејани путеви учинили су да батаљон залута и растури се у неколико група. У логор су бригадисти стигли сутрадан поподне, промрзли и болесни. Иако је први сусрет са задатком био непријатан и болан, готово нико се није деморалисао и обесхрабрио.
Радови су отпочели у кратким размацима на три места, на градњи пруге Бор-Црни врх, на извлачењу раније посечене дрвне масе и сечи дрва. Први радни дани нису били лаки нарочито за младиће и девојке из градова, јер су били ненавикнути на теже физичке радове па се радни учинак на прузи мерио метрима, а пред крај радова постављено је 696 m у једном дану. Првих дана бригадир је извлачио кубни метар дрвета, а касније после месец дана 4–5 m³. 
Снабдевање и допремање хране било је отежано (било је дана кад је јело спремано без соли), опрема и алат све амортизованији, а радови све интензивнији. Штаб сече је неколико пута забрањивао излазак на радилиште због хладноће и отежаних услова рада, али мало је ко поштовао те одлуке. Пошто је обућа и одећа дела омладинаца била неподобна за ниске температуре, често је половина неких чета ишла на рад пре, а друга после подне. Док су једни радили други су у логору обављали остале задатке чете: помагали у кухињи, уређивали бараке и простор око њих, слушали предавања, уређивали зидне новине итд. Иако су радни услови били тешки а младе бригадирске руке невеште и ненавикнуте на ову врсту послова, нико није теже настрадао. Девиза је била: Изврши задатак, сачувај себе, чувај алат и имовину која служи свима.
Амбуланта је имала неколико кревета без друге опреме, а од лекова само аспирин. Амбиланту је водио један болничар са неколико приучених болничарки. Била је организована и противпожарна и стражарска служба.

## Акцијашка гласила
Током акције излазила су два гласила: „Дрвосеча“ који је био је гласило - новине прве чете II батаљона, прве београдске радне бригаде, да би се касније појавио и „Млади горосеча лист омладинских радних јединица Црни врх“.
„Дрвосеча“ је рађен ручно у неколико примерака „под индиго“, а први број (а вероватно и последњи?) изашао је 21. јануара у Параћину. У њему пишу: Милорад Џелебџић, Милан Стефановић, Добривоје Маторкић, Јелица Мирковић, Влада Буњац, Милица Клокочар, Данило Даниловић, Мика Миливојевић, Небојша Грбић, Милојко Веселиновић и други. На Црном врху прерастао је у зидне новине.
„Млади горосеча“ штампан је нешто унапређеније: текстови су куцани ћириличном писаћом машином на матрицама за гештетнер, а илустрације и наслови гребањем матрице и ручном дорадом сваког примерка.

## Марш Црног врха
Сазнање да су ратне и радне напоре младих увек пратили и подстицали различити уметнички изрази, довело је до жеље да се и овај напор младих овековечи песмом, химном или маршем. О томе се данима разговарало и размишљало. Химну је за једну ноћ написала и компоновала група бригадира. Текст су саставили: Олга Лаковић, Небојша Грбић, Живојин Матић и Данило Даниловић, а компоновао је Небојша Грбић. Издвојивши се у просторију амбуланте текст су релативно лако и брзо савладали. Далеко теже, међутим, било је компоновати и музички изразити ове стихове, тим више што нису познавали технику компоновања. Кад је химна коначно завршена почело је увежбавање да би ујутру сви пред стројем за дизање заставе, отпевали изненађеним, обрадованим и захвалним друговима.
| Марш Црног врха Низ снежне падине Црног врха Ступа омладина радна, Да радом помогне народу своме, Изврши дела славна. Рефрен: Напред за народ, напред за Тита, Ми радимо за нов, бољи живот Дрва сечемо, песма се ори Радом, песмом земљу подижемо | Подносимо тешкоће, зиму, незгоде Препреке прелазимо све. И снажимо младе мишиће своје, За проблеме велике. Рефрен Овај рад ствара младе ударнике, Славне хероје рада. С песмом идемо, с песмом радимо, Титова војска млада. Рефрен |

## Сећања и јубилеји

### Прослава 25. годишњице
У присуству великог броја некадашњих бригадиста и осталих гостију, у Бору је прослављена прва омладинска радна акција у Србији. На пригодној академији одржаној 4. априла увече у биоскопу „Звезда“ у Бору, чланови Дома омладине из Београда извели су рецитал „Молим Партију да ме прими у своје редове“. Током пре поднева одржана је смотра омладинских радних бригада и учесника црновршке акције.

### Ноћ обнове и изградње
У оквиру Ноћи музеја 2013. године у Народној библиотеци Србије одржана је изложба посвећена радним акцијама, где је централно место посвећено црновршкој акцији са изложеним фотографијама и сачуваним оригиналним експонатима. Хор „Еквилибријум” је отворио свој наступ Маршом Црног врха.

### Прослава 69. годишњице
На сајту Медија центра Бор, 1. април 2014. најављује се скуп старих и нових акацијаша на Црном врху око подне. Крај споменика црновршким херојима рада наћи ће се и једини преостали бригадир из те зимске 1945, из борског краја, Драгутин Чорболоковић. Он је био у Зајечарској бригади којом је командовао Неготинац, Јован Жикић. Стићи ће на Црни врх и двојица Неготинаца Чорболоковићевих црновршких „дрвосеча“, као и верни настављачи ове традиције из Пожаревца, Београда, Зајечара, Неготина, Ниша...
У борском Дому културе предвиђена је свечана академија са пригодним говором и сећањима на акцијашке дане „Црног врха 45“.